# Cámara de Diputados de la Provincia de Santa Fe
La Cámara de Diputadas y Diputados de la Provincia de Santa Fe es la Cámara Baja del Poder Legislativo provincial de Santa Fe, compuesta por 50 miembros elegidos directamente por el pueblo, tomando a la provincia como un solo distrito, correspondiendo 28 cargos al partido que obtenga mayor número de votos y 22 a los demás partidos, en proporción de los votos que hubiesen logrado.
El mandato de cada diputado dura cuatro años, empieza y termina simultáneamente con los del gobernador y vicegobernador.

## Composición actual (2023-2027)

### Bloques
Así están compuestos los bloques en el período 2023 a 2027:
| Logo                                  | Bloque                      | Bloque                             | Subbloque                          | Presidentes de Bloque  |
| ------------------------------------- | --------------------------- | ---------------------------------- | ---------------------------------- | ---------------------- |
|                                       |                             | Unidos para Cambiar Santa Fe (28)  | Socialista (14)                    | Joaquín Andrés Blanco  |
| UCR (9)                               | Silvana Di Stefano          | Unidos para Cambiar Santa Fe (28)  |                                    |                        |
| PRO (3)                               | María Ximena Solá           | Unidos para Cambiar Santa Fe (28)  |                                    |                        |
| CREO (1)                              | Ariel Esteban Bermúdez      | Unidos para Cambiar Santa Fe (28)  |                                    |                        |
| UNO (1)                               | Arnaldo Walter Ghione       | Unidos para Cambiar Santa Fe (28)  |                                    |                        |
|                                       |                             | Juntos Avancemos (9)               | Hacemos Santa Fe (5)               | Celia Arena            |
| Construyendo Futuro (1)               | Miguel Rabbia               | Juntos Avancemos (9)               |                                    |                        |
| Frente Renovador 100% Santafesino (1) | Verónica Porcelli Baró Graf | Juntos Avancemos (9)               |                                    |                        |
| Santa Fe Sin Miedo (1)                | Lucila de Ponti             | Juntos Avancemos (9)               |                                    |                        |
| Compromiso Justicialista (1)          | Alejandra Rodenas           | Juntos Avancemos (9)               |                                    |                        |
|                                       |                             | Del Barrio para la Gente (1)       | Del Barrio para la Gente (1)       | Juan José Piedrabuena  |
|                                       |                             | Somos Vida (5)                     | Somos Vida (5)                     | Amalia Granata         |
|                                       |                             | Unidad por Santa Fe (2)            | Unidad por Santa Fe (2)            | Omar Paredes           |
|                                       |                             | Frente Amplio por la Soberanía (3) | Frente Amplio por la Soberanía (3) | Carlos del Frade       |
|                                       |                             | Inspirar (1)                       | Inspirar (1)                       | Juan Domingo Argañaráz |
|                                       |                             | Vida y Familia (1)                 | Vida y Familia (1)                 | Natalia Armas Belavi   |

### Autoridades
Estas son las autoridades vigentes en el período 2023 a 2027:
| Cargo                        | Titular              | Bloque político              |
| ---------------------------- | -------------------- | ---------------------------- |
| Presidencia                  | Clara García         | Unidos para Cambiar Santa Fe |
| Vicepresidencia 1°           | José Corral          | Unidos para Cambiar Santa Fe |
| Vicepresidencia 2°           | Sonia Martorano      | Juntos Avancemos             |
| Secretaría Administrativa    | Luciano Mohamad      | Unidos para Cambiar Santa Fe |
| Secretaría Parlamentaria     | María Paula Salari   | Unidos para Cambiar Santa Fe |
| Subsecretaría Parlamentaria  | Leonargo Stangaferro | Unidos para Cambiar Santa Fe |
| Subsecretaría Administrativa | Horacio Ghirardi     | Unidos para Cambiar Santa Fe |

### Miembros
| Diputado/a                  | Subbloque | Subbloque                         | Bloque                         | Bloque                         |
| --------------------------- | --------- | --------------------------------- | ------------------------------ | ------------------------------ |
| Joaquín Andrés Blanco       |           | Socialista                        |                                | Unidos para Cambiar Santa Fe   |
| Clara Rut García            |           | Socialista                        |                                | Unidos para Cambiar Santa Fe   |
| Pablo Farías                |           | Socialista                        |                                | Unidos para Cambiar Santa Fe   |
| Gisel Mahmud                |           | Socialista                        |                                | Unidos para Cambiar Santa Fe   |
| Lionella Cattalini          |           | Socialista                        |                                | Unidos para Cambiar Santa Fe   |
| Rosana Belatti              |           | Socialista                        |                                | Unidos para Cambiar Santa Fe   |
| Antonio Bonfatti            |           | Socialista                        |                                | Unidos para Cambiar Santa Fe   |
| Leonardo Calaianov          |           | Socialista                        |                                | Unidos para Cambiar Santa Fe   |
| Mariano Cuvertino           |           | Socialista                        |                                | Unidos para Cambiar Santa Fe   |
| Varina Luciana Drisun       |           | Socialista                        |                                | Unidos para Cambiar Santa Fe   |
| Rubén Galassi               |           | Socialista                        |                                | Unidos para Cambiar Santa Fe   |
| María del Rosario Mancini   |           | Socialista                        |                                | Unidos para Cambiar Santa Fe   |
| Sofía Masutti               |           | Socialista                        |                                | Unidos para Cambiar Santa Fe   |
| Sergio Rojas                |           | Socialista                        |                                | Unidos para Cambiar Santa Fe   |
| Jimena Senn                 |           | UCR                               |                                | Unidos para Cambiar Santa Fe   |
| Silvana Di Stefano          |           | UCR                               |                                | Unidos para Cambiar Santa Fe   |
| Marcelo González            |           | UCR                               |                                | Unidos para Cambiar Santa Fe   |
| José Manuel Corral          |           | UCR                               |                                | Unidos para Cambiar Santa Fe   |
| Sofía Galnares              |           | UCR                               |                                | Unidos para Cambiar Santa Fe   |
| Ximena García               |           | UCR                               |                                | Unidos para Cambiar Santa Fe   |
| Martín Rosúa                |           | UCR                               |                                | Unidos para Cambiar Santa Fe   |
| Germán Scavuzzo             |           | UCR                               |                                | Unidos para Cambiar Santa Fe   |
| Dionisio Scarpín            |           | UCR                               |                                | Unidos para Cambiar Santa Fe   |
| María Ximena Sola           |           | PRO                               |                                | Unidos para Cambiar Santa Fe   |
| María Fernanda Castellani   |           | PRO                               |                                | Unidos para Cambiar Santa Fe   |
| Astrid Hummel               |           | PRO                               |                                | Unidos para Cambiar Santa Fe   |
| Ariel Bermúdez              |           | CREO                              |                                | Unidos para Cambiar Santa Fe   |
| Arnaldo Walter Ghione       |           | UNO                               |                                | Unidos para Cambiar Santa Fe   |
| Walter Agosto               |           | Hacemos Santa Fe                  |                                | Juntos Avancemos               |
| Celia Arena                 |           | Hacemos Santa Fe                  |                                | Juntos Avancemos               |
| Marcos Corach               |           | Hacemos Santa Fe                  |                                | Juntos Avancemos               |
| Omar Perotti                |           | Hacemos Santa Fe                  |                                | Juntos Avancemos               |
| Sonia Martorano             |           | Hacemos Santa Fe                  |                                | Juntos Avancemos               |
| Miguel Rabbia               |           | Construyendo Futuro               |                                | Juntos Avancemos               |
| Verónica Porcelli Baró Graf |           | Frente Renovador 100% Santafesino |                                | Juntos Avancemos               |
| Lucila de Ponti             |           | Santa Fe Sin Miedo                |                                | Juntos Avancemos               |
| Alejandra Rodenas           |           | Compromiso Justicialista          |                                | Juntos Avancemos               |
| Amalia Granata              |           | Somos Vida                        | Somos Vida                     | Somos Vida                     |
| Alicia Azanza               |           | Somos Vida                        | Somos Vida                     | Somos Vida                     |
| Beatriz Brouwer             |           | Somos Vida                        | Somos Vida                     | Somos Vida                     |
| Silvia Malfesi              |           | Somos Vida                        | Somos Vida                     | Somos Vida                     |
| Omar Paredes                |           | Somos Vida                        | Somos Vida                     | Somos Vida                     |
| Emiliano Peralta            |           | Somos Vida                        | Somos Vida                     | Somos Vida                     |
| Edgardo Porfiri             |           | Somos Vida                        | Somos Vida                     | Somos Vida                     |
| Carlos Alfredo del Frade    |           | Frente Amplio por la Soberanía    | Frente Amplio por la Soberanía | Frente Amplio por la Soberanía |
| Claudia Balagué             |           | Frente Amplio por la Soberanía    | Frente Amplio por la Soberanía | Frente Amplio por la Soberanía |
| Claudio Fabián Palo Oliver  |           | Frente Amplio por la Soberanía    | Frente Amplio por la Soberanía | Frente Amplio por la Soberanía |
| Juan Domingo Argañaráz      |           | Inspirar                          | Inspirar                       | Inspirar                       |
| Natalia Armas Belavi        |           | Vida y Familia                    | Vida y Familia                 | Vida y Familia                 |
| Juan José Piedrabuena       |           | Del Barrio para la Gente          | Del Barrio para la Gente       | Del Barrio para la Gente       |

## Composición histórica
| 2019-2023                         | 2019-2023 | 2019-2023                         | 2019-2023 | 2019-2023                         |
| Diputado                          | Subbloque | Subbloque                         | Bloque    | Bloque                            |
| --------------------------------- | --------- | --------------------------------- | --------- | --------------------------------- |
| Nicolás Aimar                     |           | Partido Socialista                |           | Frente Amplio Progresista         |
| Cesira Arcando                    |           | Partido Fe                        |           | Partido Fe                        |
| Juan Domingo Argañaraz            |           | Inspirar                          |           | Inspirar                          |
| Natalia Armas Belavi              |           | Vida y Familia                    |           | Vida y Familia                    |
| Claudia Balagué                   |           | Partido Socialista                |           | Frente Amplio Progresista         |
| Sergio Basile                     |           | UCR Evolución                     |           | UCR Evolución                     |
| Fabián Bastía                     |           | UCR Evolución                     |           | UCR Evolución                     |
| Rosana Bellatti                   |           | Partido Socialista                |           | Frente Amplio Progresista         |
| Ariel Esteban Bermúdez            |           | Creo                              |           | Frente Amplio Progresista         |
| Joaquín Andrés Blanco             |           | Partido Socialista                |           | Frente Amplio Progresista         |
| Alejandro Boscarol                |           | Unión Cívica Radical              |           | Juntos por el Cambio              |
| Paola Cecilia Bravo               |           | Lealtad Kirchnerista              |           | Lealtad Kirchnerista              |
| Matilde Marina Bruera             |           | Lealtad Kirchnerista              |           | Lealtad Kirchnerista              |
| Leandro Busatto                   |           | Justicialista                     |           | Justicialista                     |
| Juan Cruz Cándido                 |           | UCR Evolución                     |           | UCR Evolución                     |
| Lionella Cattalini                |           | Partido Socialista                |           | Frente Amplio Progresista         |
| Silvia Ciancio                    |           | UCR Evolución                     |           | UCR Evolución                     |
| María Laura Corgniali             |           | Partido Socialista                |           | Frente Amplio Progresista         |
| Lucila de Ponti                   |           | Justicialista                     |           | Justicialista                     |
| Carlos Alfredo del Frade          |           | Ciudad Futura                     |           | Frente Social y Popular           |
| Silvana Di Stefano                |           | UCR Evolución                     |           | UCR Evolución                     |
| Agustina Donnet                   |           | Igualdad y Participación          |           | Igualdad                          |
| Marlen Espíndola                  |           | UCR Evolución                     |           | UCR Evolución                     |
| Pablo Farías                      |           | Partido Socialista                |           | Frente Amplio Progresista         |
| Betina Inés Florito               |           | Encuentro Republicano Federal     |           | Encuentro Republicano Federal     |
| Julián Galdeano                   |           | Unión Cívica Radical              |           | Juntos por el Cambio              |
| Clara Rut García                  |           | Partido Socialista                |           | Frente Amplio Progresista         |
| Jóse León Garibay                 |           | Partido Socialista                |           | Frente Amplio Progresista         |
| Arnaldo Walter Ghione             |           | UNO (Una Nueva Oportunidad)       |           | Juntos por el Cambio              |
| Rubén Héctor Giustiniani          |           | Igualdad y Participación          |           | Igualdad                          |
| Marcelo González                  |           | UCR Evolución                     |           | UCR Evolución                     |
| Amalia Granata                    |           | Somos Vida                        |           | Somos Vida                        |
| Érica Hynes                       |           | Partido Socialista                |           | Frente Amplio Progresista         |
| Sebastián Emilio Julierac Pinasco |           | Coalición Cívica ARI              |           | Coalición Cívica ARI              |
| Estebán Lenci                     |           | Partido Socialista                |           | Frente Amplio Progresista         |
| Gisel Mahmud                      |           | Partido Socialista                |           | Frente Amplio Progresista         |
| Oscar Martínez                    |           | Frente Renovador 100% Santafesino |           | Frente Renovador 100% Santafesino |
| Nicolás Mayoraz                   |           | Vida y Familia                    |           | Vida y Familia                    |
| Ricardo Olivera                   |           | Justicialista                     |           | Justicialista                     |
| Georgina Orciani                  |           | UCR Evolución                     |           | UCR Evolución                     |
| Dámaris Pacchiotti                |           | Ciudad Futura                     |           | Frente Social y Popular           |
| Claudio Fabián Palo Oliver        |           | Alfonsinismo Auténtico            |           | Alfonsinismo Auténtico            |
| Mónica Peralta                    |           | Partido GEN                       |           | Frente Amplio Progresista         |
| Pablo Pinotti                     |           | Partido Socialista                |           | Frente Amplio Progresista         |
| Maximiliano Pullaro               |           | UCR Evolución                     |           | UCR Evolución                     |
| Gabriel Real                      |           | Partido Demócrata Progresista     |           | Frente Amplio Progresista         |
| Luis Daniel Rubeo                 |           | Justicialista                     |           | Justicialista                     |
| Jimena Senn                       |           | UCR Evolución                     |           | UCR Evolución                     |
| María Ximena Sola                 |           | PRO                               |           | Juntos por el Cambio              |
| Lorena Ulieldín                   |           | Partido Socialista                |           | Frente Amplio Progresista         |

| 2015-2019                      | 2015-2019 | 2015-2019                               | 2015-2019 | 2015-2019                                      |
| Diputado                       | Subbloque | Subbloque                               | Bloque    | Bloque                                         |
| ------------------------------ | --------- | --------------------------------------- | --------- | ---------------------------------------------- |
| Federico Angelini              |           | Cambiemos                               |           | Cambiemos                                      |
| Cesira Arcando                 |           | Partido Fe                              |           | Cambiemos                                      |
| Silvia Augsburger              |           | Igualdad y Participación                |           | Frente Progresista Cívico y Social             |
| María Cecilia del Huerto Ayala |           | Partido Socialista                      |           | Frente Progresista Cívico y Social             |
| Germán Andrés Bacarella        |           | Frente Justicialista para la Victoria   |           | Frente Justicialista "Frente para la Victoria" |
| Verónica Benas                 |           | PARES - Participación Ética y Solidaria |           | Frente Progresista Cívico y Social             |
| Ariel Esteban Bermúdez         |           | Coalición Cívica ARI                    |           | Frente Progresista Cívico y Social             |
| Inés Angélica Bertero          |           | Partido Socialista                      |           | Frente Progresista Cívico y Social             |
| Joaquín AndrésBlanco           |           | Partido Socialista                      |           | Frente Progresista Cívico y Social             |
| Antonio Bonfatti               |           | Partido Socialista                      |           | Frente Progresista Cívico y Social             |
| Alejandro Boscarol             |           | Unión Cívica Radical                    |           | Frente Progresista Cívico y Social             |
| Leandro Busatto                |           | Frente para la Victoria-PJ              |           | Frente Justicialista "Frente para la Victoria" |
| Héctor José Cavallero          |           | Frente Justicialista para la Victoria   |           | Frente Justicialista "Frente para la Victoria" |
| Patricia Guadalupe Chialvo     |           | Frente Justicialista para la Victoria   |           | Frente Justicialista "Frente para la Victoria" |
| Miriam Cinalli                 |           | Unidad PRO                              |           | Cambiemos                                      |
| Olga Coteluzzi                 |           | Partido Justicialista                   |           | Frente Justicialista "Frente para la Victoria" |
| Carlos Alfredo del Frade       |           | Independiente                           |           | Frente Social y Popular                        |
| Eduardo Alfredo di Pollina     |           | Partido Socialista                      |           | Frente Progresista Cívico y Social             |
| Julio Eduardo Eggimann         |           | Juntos por Santa Fe                     |           | Frente Justicialista "Frente para la Victoria" |
| Raúl Fernández                 |           | Cambiemos                               |           | Cambiemos                                      |
| Rubén Darío Galassi            |           | Partido Socialista                      |           | Frente Progresista Cívico y Social             |
| Julián Galdeano                |           | Unión Cívica Radical                    |           | Frente Progresista Cívico y Social             |
| Clara Rut García               |           | Partido Socialista                      |           | Frente Progresista Cívico y Social             |
| Julio Francisco Garibaldi      |           | Partido Socialista                      |           | Frente Progresista Cívico y Social             |
| Claudia Alejandra Giaccone     |           | Juntos por Santa Fe                     |           | Frente Justicialista "Frente para la Victoria" |
| Rubén Giustiniani              |           | Igualdad y Participación                |           | Frente Progresista Cívico y Social             |
| Héctor Gregoret                |           | Unión Cívica Radical                    |           | Frente Progresista Cívico y Social             |
| Alicia Gutiérrez               |           | Solidaridad e Igualdad                  |           | Frente Progresista Cívico y Social             |
| Jorge Henn                     |           | Neo UCR                                 |           | Frente Progresista Cívico y Social             |
| Rodrigo Manuel López Molina    |           | Cambiemos                               |           | Cambiemos                                      |
| Omar Ángel Martínez            |           | Partido Socialista                      |           | Frente Progresista Cívico y Social             |
| Edgardo Martino                |           | Neo UCR                                 |           | Frente Progresista Cívico y Social             |
| Sergio Hernán Más Varela       |           | Cambiemos                               |           | Cambiemos                                      |
| Santiago Mascheroni            |           | Unión Cívica Radical                    |           | Frente Progresista Cívico y Social             |
| Germán Mastrocola              |           | Cambiemos                               |           | Cambiemos                                      |
| Mercedes Meier                 |           | Partido del Trabajo y del Pueblo        |           | Frente Social y Popular                        |
| Roberto Mirabella              |           | Frente Justicialista para la Victoria   |           | Frente Justicialista "Frente para la Victoria" |
| Claudia Moyano                 |           | Unión Cívica Radical                    |           | Frente Progresista Cívico y Social             |
| Norberto Reynaldo Nicotra      |           | Unidad PRO                              |           | Cambiemos                                      |
| Fabián Palo Oliver             |           | Unión Cívica Radical                    |           | Frente Progresista Cívico y Social             |
| Oscar Alberto Pieroni          |           | Partido Socialista                      |           | Frente Progresista Cívico y Social             |
| Gabriel Real                   |           | Partido Demócrata Progresista           |           | Frente Progresista Cívico y Social             |
| Federico Reutemann             |           | Producción y Trabajo                    |           | Frente Justicialista "Frente para la Victoria" |
| Luis Rubeo                     |           | Partido Justicialista                   |           | Frente Justicialista "Frente para la Victoria" |
| Silvia Simoncini               |           | Frente Justicialista para la Victoria   |           | Frente Justicialista "Frente para la Victoria" |
| Miguel Ángel Solís             |           | Partido Socialista                      |           | Frente Progresista Cívico y Social             |
| María Victoria Tejeda          |           | Neo UCR                                 |           | Frente Progresista Cívico y Social             |
| Patricia Tepp                  |           | Unión Cívica Radical                    |           | Frente Progresista Cívico y Social             |
| María Alejandra Vucasovich     |           | Partido Federal                         |           | Cambiemos                                      |
| Estela Maris Yaccuzzi          |           | Neo UCR                                 |           | Frente Progresista Cívico y Social             |

## Comisiones parlamentarias

### Comisiones internas
Las comisiones internas son fijas y cada una se encarga de tratar temas específicos. De acuerdo con lo establecido en el reglamento, en la Cámara funcionan dieciocho comisiones permanentes:
| - Comisión de Asuntos Constitucionales y Legislación General - Comisión de Presupuesto y Hacienda - Comisión de Asuntos Laborales, Gremiales y de Previsión - Comisión de Obras y Servicios Públicos - Comisión de Salud Pública y Asistencia Social - Comisión de Educación, Ciencia, Tecnología e Innovación - Comisión de Promoción Comunitaria - Comisión de Seguridad Social - Comisión de Asuntos Comunales | - Comisión de Agricultura y Ganadería - Comisión de Industria, Comercio y Turismo - Comisión de Transporte - Comisión de Vivienda y Urbanismo - Comisión de Cultura y Medios de Comunicación Social - Comisión de Juicio Político - Comisión de Derechos y Garantías - Comisión de Medio Ambiente y Recursos Naturales - Comisión de Seguridad Pública |

#### Comisiones bicamerales
La Cámara puede aceptar del Senado o proponerle a esta, la creación de comisiones bicamerales o bicamerales mixtas para el estudio de materias de interés común o cuya complejidad o importancia lo hagan necesario. Estas son las siguientes:
- Comisión Bicameral de Análisis Salarial y Condiciones de Trabajo[21]
- Comisión Bicameral de Biblioteca[22]
- Comisión Bicameral de FER (Fondo de Electrificación Regional)[23]
- Comisión Bicameral de Límites[24]
- Comisión Bicameral de Seguimiento de Casinos y Bingos[25]
- Comisión Bicameral de Seguimiento de la Emergencia Económica[26]
- Comisión Bicameral de Seguimiento "Programa Equipar Santa Fe"[27]

#### Comisiones especiales
Sin perjuicio de las comisiones permanentes, la Cámara en los casos que estime conveniente o en aquellos que no estén previstos en el reglamento, podrá nombrar o autorizar al presidente para que nombre comisiones especiales que dictaminen sobre ellos.